# Сани Бечировић
Сани Бечировић (Марибор, 19. мај 1981) је бивши словеначки кошаркаш, а садашњи кошаркашки тренер. Играо је на позицијама плејмејкера и бека.

## Каријера
Каријеру је започео у омладинском погону Бистрице, а за први тим дебитовао је у сезони 1995/96. У сезони 1996/97. постаје члан Марибор Овнија, а следеће сезоне постаје члан словеначког прволигаша Пивоварне Лашко. У дресу Лашког остаје две сезоне, а 1999. се сели у редове тада словеначког евролигаша Унион Олимпије. Са Олимпијом је 2001. освојио титулу првака Словеније, а 2000. и 2001. словеначки куп.
Током сезоне 2001/02. играо је за италијанског прволигаша Виртус Болоњу, са којом је 2002. освојио Куп Италије. Због повреде пропушта целу сезону 2002/03. да би у сезони 2003/04. заиграо за Крку. Након тога следи повратак у Италију, где је играо по једну сезону за Варезе, односно Фортитудо. Са Фортитудом је 2005. освојио Суперкуп Италије.
Бечировић у лето 2006. одлази у грчког великана Панатинаикос, са којим је освојио два грчка првенства, два купа и највреднији трофеј - Евролигу у сезони 2006/07. Сезону 2008/09. био је члан италијанске Роме, након чега следи повратак у Словенију и играње за Олимпију, да би се усред сезоне преселио у италијански Милано са којим се задржао до краја сезоне. Након тога је играо за Турк Телеком, московски ЦСКА, Бенетон Тревизо, Динамо Сасари а био је и у Ирану. Последње трофеје освојио је у Словенији са Крком из Новог Места (словеначки Куп и првенство 2014). Каријеру је завршио у италијанској Другој лиги где је током сезоне 2014/15 играо најпре за Форли а потом за Пјачентину.

## Репрезентација
Бечировић је током лета 1998. играо за Словенију на Европском првенству до 18. година у Бугарској. Био је МВП, најбољи стрелац са 28 поена у просеку, а са четири асистенције и најбољи додавач на турниру. Две године касније предводио је словеначку селекцију до 20 година до титуле европских првака у македонском Охриду, и постао МВП турнира у конкуренцији са једним Гасолом, Рејесом, Калдероном, Дијамантидисом, Радмановићем, Дијаоом и осталим врхунским играчима.
Са сениорском репрезентацијом Словеније играо је на три Европска првенства - 1999, 2001. и 2005. као и на два Светска првенства - 2006. и 2010.

## Успеси

### Клупски
- Унион Олимпија:
  - Првенство Словеније (1): 2000/01.
  - Куп Словеније (2): 2000, 2001.
  - Суперкуп Словеније (1): 2009.
- Виртус Болоња:
  - Куп Италије (1): 2002.
- Фортитудо Болоња:
  - Суперкуп Италије (1): 2005.
- Панатинаикос:
  - Евролига (1): 2006/07.
  - Првенство Грчке (2): 2006/07, 2007/08.
  - Куп Грчке (2): 2007, 2008.
- Петрохими Бандар Имам:
  - Првенство Ирана (1): 2012/13.
- Крка:
  - Првенство Словеније (1): 2013/14.
  - Куп Словеније (2): 2014.

### Репрезентативни
- Европско првенство до 20 година:  2000.

### Појединачни
- Најкориснији играч Европског првенства до 18 година (1): 1998.
- Најкориснији играч Европског првенства до 20 година (1): 2000.